# Иван-Брод
Иван-Брод — деревня в Промышленновском районе Кемеровской области. Входит в состав Вагановского сельского поселения.

## География
Центральная часть населённого пункта расположена на высоте 325 метров над уровнем моря.

## Население
По данным Всероссийской переписи населения 2010 года, деревня Иван-Брод не имеет постоянного населения.